# Гіндарі (Вилча)
Гіндарі (рум. Ghindari) — село у повіті Вилча в Румунії. Входить до складу комуни Лалошу.
Село розташоване на відстані 165 км на захід від Бухареста, 66 км на південний захід від Римніку-Вилчі, 30 км на північний схід від Крайови.

## Населення
За даними перепису населення 2002 року у селі проживали 17 осіб, з них 16 осіб (94,1%) румунів. Рідною мовою 16 осіб (94,1%) назвали румунську.